# 杜撰
杜撰（ずさん、1984年9月22日 - ）は、中華人民共和国の推理作家。
2007年、四川師範大学卒業。2008年、雑誌『歳月・推理』の編集者となった。影響を受けた作家はエラリー・クイーン、ジョン・ディクスン・カー、横溝正史、島田荘司だという。
中国の推理小説誌『歳月・推理』や『推理世界』に掲載した作品を集めた短編集が3冊刊行されている。そのうち、1冊目の『純属杜撰』はのちに台湾でも刊行された。

## 主な作品

### 短編集
- 纯属杜撰 - 内蒙古人民出版社、2008年 ISBN 9787204093359
  - 画鬼
  - 作家不见了（作家不見了）
  - 摩天轮里的秘密（摩天輪里的秘密）
  - 食脑妖怪（食脳妖怪）
  - 古墓谋杀案（古墓謀殺案）
  - 阴差阳错（陰差陽錯）
  - 从天而降的尸体（従天而降的屍体）
  - 文字游戏（文字游戯）
- 第五元素 - 北京出版社、2009年 ISBN 9787200073515
  - 吸血鬼的杀人
  - 三把钥匙
  - 阁楼奇谈
  - 杀人游戏
  - 蠾女奇谈
  - 幻影之屋
  - 红色巨人
  - 好奇害死猫
- 纯属杜撰Ⅱ - 北京出版社、2009年 ISBN 9787200073508
  - 怨灵
  - 一块碎瓷片
  - 六尊福尔摩斯半身像
  - 美人鱼之恋
  - 父亲的宝藏
  - 跳舞的小丑
  - 致命的邂逅
  - 悲剧的稻草人